# Conus terebra
Conus terebra é uma espécie de gastrópode do gênero Conus, pertencente a família Conidae.